# NGC 944
NGC 944 este o galaxie lenticulară situată în constelația Balena. A fost descoperită în 1 ianuarie 1886 de către Francis Leavenworth.